# فوتبال در بازی‌های آسیایی ۱۹۵۸
مسابقات فوتبال در بازی‌های آسیایی ۱۹۵۸ از تاریخ ۲۴ مه تا ۱ ژوئن ۱۹۵۸ در شهر توکیو ژاپن برگزار شده است.

## مدال‌آوران
| رویداد | طلا       | نقره      | برنز    |
| مردان  | چین تایپه | کره جنوبی | اندونزی |